# Handball Korea League 2016
Die Handball Korea League 2016 (vollständiger Name nach dem Hauptsponsor SK Handball Korea League 2016) war die 6. Spielzeit der südkoreanischen Spielklasse im Handball der Männer. Die Saison begann am 5. März 2016 und endete mit den Final-Spielen am 2. Oktober 2016.
Titelverteidiger war Doosan HC.

## Modus
In dieser Saison spielten 5 Mannschaften im Modus „Jeder gegen Jeden“ mit je einem Heim- und Auswärtsspiel um die Meisterschaftsspiele. Der Meister wurde über die Meisterschaftsspiele erspielt. Bei Punktgleichheit entscheidet die bessere Tordifferenz.

## Saison

### Reguläre Saison
| Pl. | Verein               | Sp. | S | U | N | Tore      | Diff. | Punkte |
| --- | -------------------- | --- | - | - | - | --------- | ----- | ------ |
| 1.  | Doosan HC (M)        | 8   | 6 | 1 | 1 | 0198:1670 | +31   | 013:30 |
| 2.  | SK Hawks (N)         | 8   | 5 | 0 | 3 | 0192:1870 | +5    | 010:60 |
| 3.  | Sangmu Phoenix HC    | 8   | 4 | 1 | 3 | 0177:1750 | +2    | 09:70  |
| 4.  | IDTC HC              | 8   | 2 | 1 | 5 | 0173:1870 | −14   | 05:110 |
| 5.  | Chungnam Sportrat HC | 8   | 1 | 1 | 6 | 0153:1770 | −24   | 03:130 |

| Legende |                                                  |
|         | Teilnahme an den Final-Meisterschaftsspielen     |
|         | Teilnahme an den Halbfinal-Meisterschaftsspielen |
| (M)     | Südkoreanischer Meister 2015                     |
| (N)     | Neubeigetretenes Franchise                       |

## Meisterschafts-Spiele

### Halbfinale
Im Halbfinale der Meisterschaftsspiele spielte der Zweit- gegen den Drittplatzierten der Regulären Saison. Der Gewinner qualifizierte sich für das Meisterschafts-Finale. Das Halbfinalspiel wurde am 28. September 2016 ausgetragen.
|          | Ergebnis |                   |
| -------- | -------- | ----------------- |
| SK Hawks | 24:23    | Sangmu Phoenix HC |

### Finale
Im Finale der Meisterschaftsspiele spielte der Gewinner des Halbfinal-Spieles gegen den Erstplatzierten der Regulären Saison. Der Gewinner wurde Südkoreanischer Handball-Meister. Das Hinspiel wurde am 1. Oktober und das Rückspiel wurde am 2. Oktober 2016 ausgetragen.
Hinspiel
|           | Ergebnis |          |
| --------- | -------- | -------- |
| Doosan HC | 29:26    | SK Hawks |

Rückspiel
|           | Ergebnis |          |
| --------- | -------- | -------- |
| Doosan HC | 32:24    | SK Hawks |

### Gewinner
| Meister der HKL 2016 |
| -------------------- |
| Doosan HC            |
| 5. Titel             |